# 幕末 (司馬遼太郎)
『幕末』（ばくまつ）は、司馬遼太郎の小説。幕末の暗殺事件を題材とした連作短編集である。

## 概要
生前「暗殺だけは、嫌いだ」と言っていた司馬が、幕末期の12の暗殺事件を見直した連作。

## 所蔵作品
桜田門外の変
井伊直弼暗殺事件。
奇妙なり八郎
浪士隊を結成した清河八郎のエピソード。
花屋町の襲撃
坂本龍馬の仇討ち。
猿ヶ辻の決闘
姉小路卿暗殺事件にまつわるエピソード。
冷泉斬り
佐幕派間者の冷泉為恭暗殺計画。
祇園囃子
過激浪士が水戸藩京都警備指揮約の住谷寅之助を暗殺。
土佐の夜雨
吉田東洋が討たれる。
逃げの小五郎
禁門ノ変の後生きのびた桂小五郎のエピソード。
死んでも死なぬ
攘夷派に襲われ一命を取りとめた井上聞多のエピソード。
彰義隊胸算用
彰義隊の成立から書かれた。
浪華城焼打
徳川家茂暗殺計画。
最後の攘夷志士
開国の朝廷布告書が煥発された後、攘夷に殉じた三枝蓊のエピソード。

## 関連作品

### ラジオ
- 司馬遼太郎短篇傑作選（2012年10月 - 2025年3月、ラジオ大阪※TBSラジオ他にもネット） - 朗読番組
  - 第12期8作目の「祇園囃子」を以て所蔵全作品朗読を達成。

| 第○期○作目 | 放送期間          | 作品名         | 朗読       |
| ---------- | ----------------- | -------------- | ---------- |
| 2 - 4      | 2014年2月 - 3月   | 桜田門外の変   | 竹本英史   |
| 3 - 1      | 2014年10月 - 11月 | 逃げの小五郎   | 田中秀幸   |
| 4 - 7      | 2016年7月 - 8月   | 死んでも死なぬ | 野島健児   |
| 6 - 4      | 2018年1月 - 2月   | 花屋町の襲撃   | 置鮎龍太郎 |
| 9 - 2      | 2020年11月 - 12月 | 奇妙なり八郎   | 福山潤     |
| 10 - 4     | 2022年2月 - 3月   | 彰義隊胸算用   | 置鮎龍太郎 |
| 10 - 5     | 2022年4月 - 5月   | 猿ヶ辻の決闘   | 小野大輔   |
| 10 - 7     | 2022年7月 - 8月   | 最後の攘夷志士 | 安元洋貴   |
| 11 - 1     | 2022年10月 - 11月 | 冷泉斬り       | 鈴村健一   |
| 11 - 5     | 2023年4月 - 5月   | 土佐の夜雨     | 立木文彦   |
| 12 - 1     | 2023年10月 - 11月 | 浪華城焼打     | 中井和哉   |
| 12 - 8     | 2024年7月 - 8月   | 祇園囃子       | 森川智之   |